# Vlado Lisjak
Vlado Lisjak   (Petrinja, 29 d'abril de 1962) és un ex-lluitador croat, especialista en lluita grecoromana, que va competir sota bandera iugoslava durant la dècada de 1980.
El 1984 va prendre part en els Jocs Olímpics de Los Angeles, on guanyà la medalla d'or en la competició del pes lleuger del programa de lluita grecoromana.